# ایگنات فیشر
ایگنات فیشر (انگلیسی: Ignjat Fischer; ۱۸ ژوئن ۱۸۷۰ – ۱۹ ژانویهٔ ۱۹۴۸) معمار اهل کرواسی بود.